# M.A.R.K. 13 – Hardware
M.A.R.K. 13 – Hardware, auch M.A.R.K. 13 (Originaltitel: Hardware) ist ein postapokalyptischer britischer Science-Fiction-Film von Regisseur Richard Stanley aus dem Jahr 1990. Der Film beruht auf Motiven der Geschichte SHOK! Walter’s Robo-Tale von Steve MacManus und Kevin O’Neill aus der britischen Comicserie 2000 AD.
Richard Stanley, der unter Mitwirkung von Michael Fallon und Michael Apostolina das Drehbuch verfasste, konnte bei seiner mit 1,5 Mio. US-Dollar budgetierten düsteren Vision vom Leben nach einem Atomkrieg nicht auf seine Wunschbesetzung, Bill Paxton und Jeffrey Combs, zurückgreifen. Stattdessen wurden Dylan McDermott und John Lynch für die Hauptrollen des Moses „Mo“ Baxter bzw. des Shades angeworben. In dem Film, der in „lebensfeindlichen“ Rottönen gehalten ist, wirken auch Musiker in Nebenrollen mit. Neben dem Nomaden (Zone Tripper) Carl McCoy, dem Frontmann der Goth-Rockband Fields of the Nephilim, spielen Lemmy Kilmister von Motörhead, Paul McKenzie und Iggy Pop mit, letzterer jedoch nur als englische Stimme des anarchistischen Radiomoderators „Angry“ Bob.
Das Endzeitszenario wurde am 14. September 1990 erstmals in den Vereinigten Staaten aufgeführt. Deutschlandpremiere war am 8. November 1990.

## Handlung
In ferner Zukunft ist die Erde durch Unruhen und einen Atomkrieg, dem ganze Landstriche zum Opfer fielen, verwüstet, verstrahlt und überhitzt. In dieser größtenteils zerstörten urbanen Landschaft haben sich die Überreste der Zivilisation in größere Metropolen zurückgezogen. Das Leben nach der atomaren Katastrophe ist schwierig, die Nahrungsmittel sind knapp. Aufgrund der „Überbevölkerung“ erlässt die Regierung Notstandsgesetze, wonach jeder stark verstrahlte Bürger angehalten wird, sich sterilisieren zu lassen, und insgesamt sollen weniger Kinder geboren werden. Es sollen Strafen erlassen werden für diejenigen, die zu viele Kinder bekommen, und zusätzlich werden ihnen die Lebensmittelcoupons gestrichen. Des Weiteren werden neuartige sogenannte „biomechanische, selbständige künstliche Lebensformen“ zur Bevölkerungskontrolle vom Militär entwickelt, für den Fall, dass die Gesetze und Zwangssterilisationen nicht die erhoffte Wirkung erzielen. Eine dieser sich selbst rekonstruierenden, nahezu unzerstörbaren High-Tech-Gefechtsdrohnen ist der Prototyp M.A.R.K. 13. Seine Batterien werden von jeder Energiequelle, also auch vom Sonnenlicht, aufgeladen. Er besitzt sechs Haupt- und drei Hilfsgliedmaßen. Er ist ausgestattet mit Infrarotsensoren, Nahkampfwaffen (Greifarme, Kreissäge, Sichelklinge und Bohrer) und besitzt zusätzlich Giftinjektoren. Das Wunderwerk der Technik hat nur eine bekannte Schwachstelle, eine Anfälligkeit in der Isolierung der Mikroelektronik gegen Feuchtigkeit und Nässe. Da sein Einsatzgebiet die verstrahlten, überhitzten und trockenen Wüstenlandschaften sind, ist dies für die Entwickler vernachlässigbar.
Am Weihnachtsabend kehrt der Exsoldat und Cyborg Moses „Mo“ Baxter nach längerer Abwesenheit vom profitablen Schrottsammeln auf die Erde zurück. Bei seinem kleinwüchsigen Schrottgroßhändler Alvy macht er mit seinem Gefährten Shades die Bekanntschaft eines nomadischen Sonderlings (Zone Tripper), der in der sogenannten Todeszone, einer menschenfeindlichen Einöde, den metallischen Kopf und Körper einer unheilvollen „Gefechtsdrohne“ fand, die in ein Minenfeld gelaufen war und zerstört wurde. Der Kopf ist Teil des von Militärs entwickelten humanoiden Roboters M.A.R.K. 13. Aus Geldnot verkauft der ahnungslose Fremde sein Fundstück eher zufällig an Baxter, der es seiner Freundin Jill, einer Künstlerin, zum Geschenk macht. In derselben Nacht schweißt die ahnungslose Jill daraus eine Skulptur. Der in seine Einzelteile zerlegte Droid erwacht bald zu neuem Leben. Seiner Programmierung folgend setzt er sich selbstständig zusammen und entwickelt ein Eigenleben.
Alvy, der Schrotthändler, gibt währenddessen die Seriennummer der gefundenen Gefechtsdrohnenteile in seinen Computer ein und identifiziert schließlich die Baureihe in den Geheimdaten des Rüstungskonzerns Fairisle Electronics. Bevor der Android sein todbringendes Programm startet, erhält Baxter am nächsten Morgen einen Anruf seines Schrotthändlers, der ihn dringend mit den Teilen des Androiden zu sich bittet, aber am Bildtelefon nicht näher über die Gefechtsdrohne reden will, falls sie abgehört werden sollten. Als Baxter bei Alvy eintrifft, ist dieser jedoch schon von einem weiteren Teil des Kampfdroiden, das sich noch in seinem Besitz befand, getötet worden. Schockiert erfährt Baxter in Alvys Schrotthandel aus den bereits aufgerufenen Daten des Computers von dem geheimen Militärprojekt M.A.R.K. 13 – einer gefährlichen Waffe, von der er fatalerweise ein Bruchstück seiner Freundin als Präsent übergeben hat, sowie auch von dessen Schwachstelle. Mit seinem Kameraden Shades macht er sich sofort auf den Weg zu Jills gut gesichertem Apartment, um sie zu warnen. Doch sie wird in der Zwischenzeit bereits vom Androiden bedroht. Zu Hilfe eilt ihr zunächst der perverse Nachbar Lincoln, der sie seit geraumer Zeit voyeuristisch verfolgt. Lincoln wird das erste Opfer des Roboters. Zuvor ist es ihm gelungen, die Wohnung der verängstigten Frau mechanisch zu verbarrikadieren.
Während Jill sich in der Wohnung der heftigen Attacken des Kampfroboters erwehren muss, der, seinen Sinnen folgend, die anwesenden Menschen registriert und bekämpft, versucht Baxter mit Shades und dem bewaffneten Wachdienst zu seiner Freundin zu gelangen, was auch nach kurzer Zeit gelingt. Es folgt ein langer, zäher und blutiger Kampf. Jill wird plötzlich bewusst, dass der M.A.R.K. 13 die Bevölkerung dezimieren soll, um so der „Überbevölkerung“ (mangels Nahrung) Herr zu werden. Mitten im Kampfgeschehen tragen Moses und Jill gegenseitige Schuldzuweisungen und Vorwürfe aus, es kommt zu einem Streit. Moses wird im Kampf mit den Giftinjektoren des Androiden vergiftet, verzweifelt versucht er mit einem Schnitt in seinem Arm das vergiftete Blut entweichen zu lassen, doch es ist zu spät. Mo fällt kurz vor seinem Tod in den euphorisch halluzinativen Vergiftungszustand und erzählt Jill vom Schwachpunkt des Androiden und stirbt. Seine Freundin Jill nimmt voller Trauer, aber mit dem Mut der Verzweiflung entschlossen den Kampf gegen das Monstrum auf. Mit tatkräftiger Unterstützung von Shades gelingt es ihr, die Gefechtsdrohne unter die Dusche zu zerren, wo die Maschine mithilfe von Wasser aufgrund der fehlerhaften Isolierung endgültig zerstört werden kann.
Am Ende des Films verkündet der „zornige Bob“ in einer Rundfunkmeldung eine eher pessimistische Zukunftsaussicht, nämlich dass 800 Arbeitsplätze bei Fairisle Electronics zu vergeben sind, um mit der serienmäßigen Produktion von M.A.R.K. 13 zu beginnen.

## Trivia
Der Name der Gefechtsdrohne M.A.R.K. 13 ist eine Anspielung auf Markus 13 (englisch Mark 13) des neuen Testaments der Bibel, aus dem Kapitel auch Mo im Film vorliest.
Die apokalyptische Atmosphäre des Films wird auch durch die Musik von Public Image Ltd., Ministry, Motörhead und Iggy Pop erzeugt. Darüber hinaus kommt ein Musikvideo der Band Gwar vor, das im Fernsehen läuft während Jill an ihrer Skulptur schweißt.

## Verkaufsversionen
Von M.A.R.K. 13 – Hardware erschien auf VHS eine um 30 Sekunden gekürzte Fassung. 2009 wurde der Film von der BPjM auf die  Liste der jugendgefährdenden Medien gesetzt.
Am 12. Februar 2003 erschien eine ungekürzte (FSK 18) Red Edition DVD von Laser Paradise, in denen zwei Minuten zusätzliche Cutscenes und Bonusmaterial enthalten sind.
2009 ist M.A.R.K. 13 – Hardware als Special Edition auf DVD und Blu-ray von Severin Films herausgebracht worden, allerdings nicht mit deutscher Tonspur. Die Special Edition enthält Bonusmaterial wie Interviews mit dem Regisseur Richard Stanley, den Schauspielern und der Filmcrew, Outtakes, Deleted und Extended Scenes. Ebenfalls sind darauf Kurzfilme von Richard Stanley enthalten wie Incidents in an Expanding Universe (1985, beinhaltet viele Elemente die in M.A.R.K. 13 – Hardware übernommen wurden), Rites of Passage (1983) und The Sea of Perdition (2006).
Am 29. Februar 2016 erschien bei Koch Media/NSM Records die auf 2500 Stück limitierte Limited Collectors Edition, in der eine Soundtrack-CD, der Comic SHOK – Walter’s Robo-Tale (in der abgewandelten Schreibweise SHOK – Walters Robo-Story), Booklet, Extras-DVD und jeweils der Film auf DVD sowie Blu-ray enthalten ist.
Die Indizierung des Films wurde im September 2017 aufgehoben.  Eine Neuprüfung durch die FSK steht noch aus.

## Auszeichnungen
Fantasporto
- 1991: Preis für die „Beste Regie“ an Richard Stanley
- 1991: Nominierung in der Kategorie „Bester Film“.

 Brussels International Fantastic Film Festival
- 1991: Silberner Rabe für Richard Stanley

Avoriaz Fantastic Film Festival
- 1991: Preisträger in der Kategorie „Beste Special-Effects“

## Kritiken
„Kulisse und Ambiente als Klischees und das bereits in der Mitte des Films einsetzende Kampffinale legen die Einfallslosigkeit des spannungslosen Science-Fiction-Films offen.“

„So furchterregend wie Alien, so verstörend wie 1984.“

„Der beste Science-Fiction-Horrorfilm des Jahres.“

## Fortsetzung
2007 schrieb Richard Stanley ein neues Drehbuch – es gab zu der Zeit bereits ein 15 Jahre altes, dessen Inhalt verworfen wurde – für einen Nachfolger zu M.A.R.K. 13 – Hardware, mit dem Namen Hardware II: Ground Zero. Ein Erscheinungstermin und ob der Film überhaupt gedreht wird, ist nicht bekannt. Zudem ist unklar, wer die Rechte besitzt.